# Maja Sever
Maja Sever (Zagreb, 1971.) hrvatska je novinarka i televizijska urednica poznata po zalaganju za građanska prava i pomaganju ljudima u nevolji. Predsjednica je Sindikata novinara Hrvatske i Europske federacije novinara. Nakon završenog Centra za usmjereno obrazovanje u kulturi upisala je i diplomirala novinarstvo na Fakultetu političkih znanosti u Zagrebu.
Tridesetogodišnju karijeru ostvarila je na Hrvatskoj radioteleviziji. Tijekom studija radi na dječjem programu, a od rujna 1991. s ratišta izvještava o ratu u Hrvatskoj i ratu u Bosni i Hercegovini. Poslije rata uređuje vijesti i dnevnik u redakciji Informativnog programa te sudjeluje u mnogim velikim projektima HTV-a. Trinaest godina vodi emisiju Hrvatska uživo, koju joj iz političkih razloga ukidaju 2017. godine. Otad surađuje u emisiji Nedjeljom u 2.
Od 2019. vodi Sindikat novinara Hrvatske. Godine 2018. bila je Novinarka godine Hrvatskog novinarskog društva. Nagradu Ponos Hrvatske dobila je za humanitarno djelovanje kao jedna od osnivačica inicijative Ljudi za ljude 2019. godine, a nagradu Strašne žene 2021. za doprinose rodnoj ravnopravnosti i društvenoj pravdi.
Unuka je hrvatskog pjesnika, filozofa i političara Vlade Gotovca.